# 海野氏
海野氏（うんのうじ/うんのし）は、信濃国小県郡海野荘（現在の長野県東御市本海野）を本貫地とした武家の氏族。

## 出自

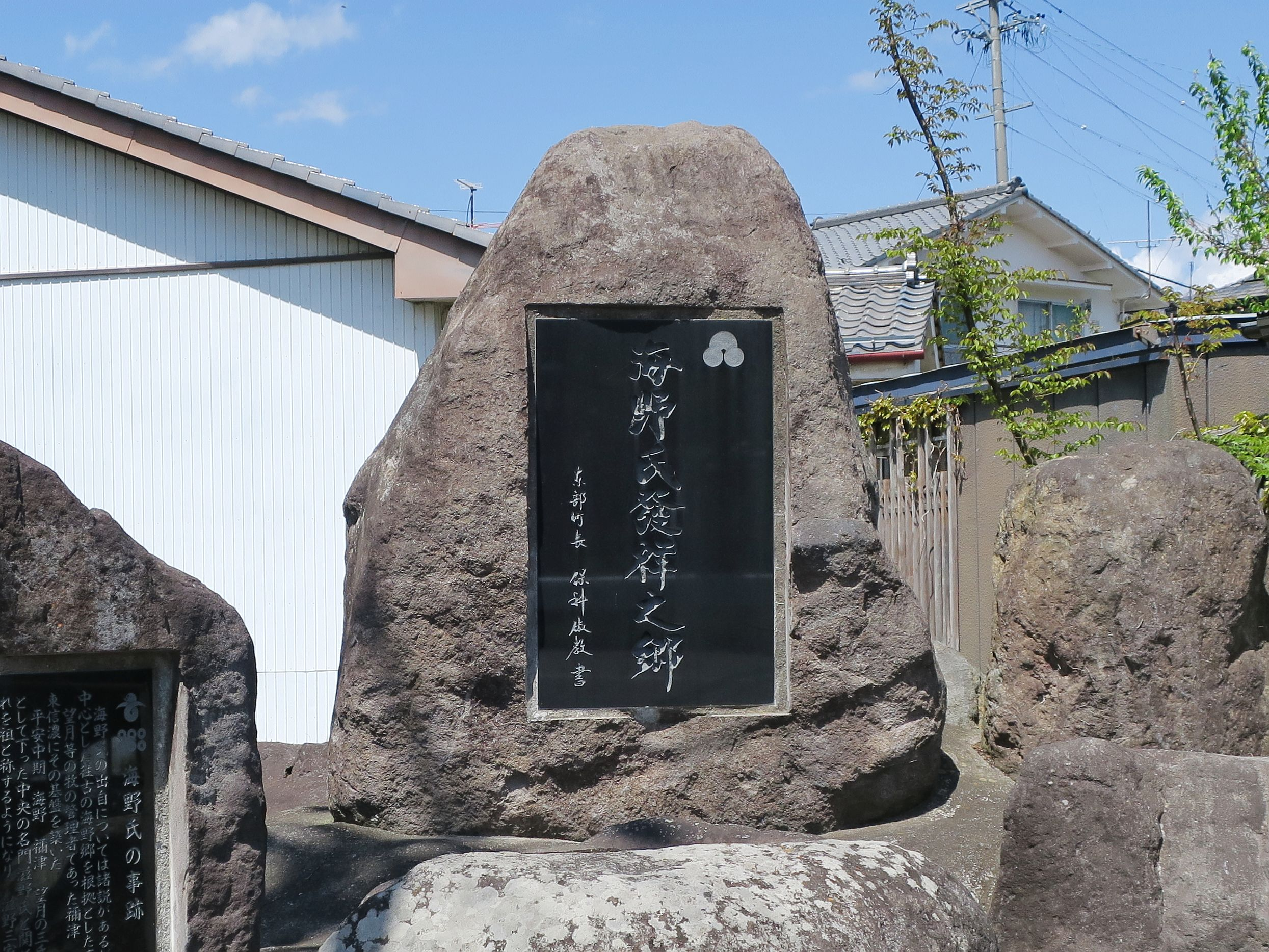
海野宿に建つ「海野氏発祥之郷」の碑

滋野氏の後裔とされる滋野則重（則広）の嫡子・重道、あるいは重道の嫡子・広道から始まるとされる。海野氏は摂関家の荘園であった海野荘にちなんでおり、清和天皇の第4皇子貞保親王（滋野氏の祖である善淵王の祖父）が住したと伝えられる場所である。ただ、清和天皇の後胤を祖とする海野氏の系図は裏付けとなる史料に乏しく、滋野氏とはなんらかの繋がりがある一族とも、まったく無関係である在地の開発領主をその祖とする向きもある。

## 平安時代 から鎌倉時代
平安時代から同族（海野広道の弟から始まる）根津氏、望月氏と並んで「滋野三家」と呼ばれ、三家の中でも滋野氏嫡流を名乗り、東信濃の有力豪族として栄えた。資料の初見は『保元物語』で、源義朝揮下の武士に「宇野太郎（海野太郎）」の名が見える。『平家物語』には源義仲の侍大将として広道の子の海野幸親・海野幸広親子の名が出てくるが、共に戦死を遂げている。
源義仲の嫡男・源義高の身代わりとなった忠勤を源頼朝に賞賛され、側近に取り立てられた幸親の三男・海野幸氏が家督を継いで、海野氏は滅亡を免れる。幸氏は武田信光・小笠原長清・望月重隆と並んで弓馬四天王と伝えられるほどの弓の名手で、『吾妻鏡』に上野国の所領を巡って甲斐国守護の武田氏に勝訴した記述が残されており、この時期に信濃東部（小県郡・佐久郡など）から隣接する上野西部の吾妻郡に勢力を拡大した事がわかる。同時代では同じく『吾妻鏡』に、和田合戦の幕府方戦死者に海野左近が記載されている。
幸氏以降も、建長5年（1253年）正月からは海野助氏(資氏）が幕府の御的始の射手、文永2年（1264年）正月からは海野泰信が幕府の御弓始の射手を務めている。

建治元年（1275年）5月六条八幡新宮の造営費用が全国の御家人に求められると、信濃国に住む海野左衛門入道跡（幸氏の後継者あるいは相続人の意味）が7貫文を納めている。

## 南北朝から室町時代
その後はしばらく記録に登場しなくなるが、鎌倉幕府が滅んだあとの建武2年（1335年）に起こった中先代の乱では、海野幸康が諏訪氏や根津氏らと共に北条時行軍に参じ、鎌倉に攻め上る。その後の南北朝時代は他の北条残党と同じように南朝に属し、信濃守護家小笠原氏や村上氏らと対立した。『群書類従』によると、海野幸康は正平7年（1352年）に宗良親王に従って笛吹峠の戦い（武蔵野合戦）に参陣し戦死を遂げる。
応永7年（1400年）の大塔合戦では、当合戦の寄せ手大将であった同族の禰津遠光300騎とともに滋野三家嫡流として海野幸義が300騎を率いて参陣しており、滋野一族の中でも嫡流家としての影響力を保持していたことをうかがわせる。また永享10年（1438年）の結城合戦では海野幸数が他の滋野諸族とともに小笠原政康に従って参陣している。

## 戦国時代
応仁元年（1467年）、村上氏との戦いで海野持幸が戦死して所領である小県郡塩田荘が村上氏に奪われ、応仁2年（1468年）にも村上氏と「海野大乱」と呼ばれる戦いを繰り広げ、海野氏の勢力は徐々に衰退していった。
戦国期では永正10年（1513年）越後で長尾氏が高梨氏の支援を得て守護の上杉氏と対立し、海野氏は井上氏や信濃島津氏、栗田氏らと守護方を応援するため越後に侵入しようとするなど関東管領山内上杉氏の被官として地位を保うとする。
天文10年（1541年）5月、甲斐国の武田信虎、信濃の村上義清、諏訪頼重の連合軍に攻められ（海野平の戦い）、当主・海野棟綱の嫡男である海野幸義は村上軍との神川の戦いで討ち死にし、棟綱は上州の上杉憲政の元に逃れる。海野宗家はこれにより断絶したとされるが、白鳥神社系「海野系図」では棟綱の子に幸義以外に貞幸、貞幸の子である幸直（小太郎・信濃守）を記載し、幸義の子にも幸光・小太郎・信雅（三河守）らを記載している。なお、近世に編纂された真田家系図に拠れば棟綱の女婿には「幸隆」（幸綱）がおり、海野氏を継承したとしている。
嫡流はいったん途絶えるが、信濃を領国化した武田晴信は一族を信濃諸族の名跡を継がせることで懐柔させる方策を取る。『甲陽軍鑑』に拠れば、永禄4年（1561年）に信玄は信濃先方衆の仁科氏・海野氏・高坂氏を成敗し、信玄の次男で僧籍であった信親（竜芳）が海野民部丞の養子となり、名跡を継いだという。永禄10年（1567年）8月には武田家臣団が生島足島神社に起請文を提出しており、海野氏では幸貞（三河守）が単独で起請文を提出し、幸忠（伊勢守）、信盛（平八郎）は連名で提出している。ほか、海野被官として桑原氏・塔原氏・山崎氏・堀内氏、海野衆として真田綱吉、神尾房友、海野幸光ら12名の連名の起請文も存在している。
天正10年（1582年）3月、武田氏が織田・徳川連合軍の侵攻により滅亡すると、信親は織田信忠により処刑された。この武田系海野氏の後裔は江戸時代、高家武田氏へと連なることになる。戦国時代、小県郡に勢力を扶植した真田氏は海野氏流を称している。
なお、海野幸義には長男の海野業吉がいたとされ、後の海野左馬允とする説もある。その場合、海野氏直系の血筋が残されたことになるが、確かな証拠は見つかっていない。海野左馬允は、真田幸綱（幸隆）の従兄弟とされ、真田家臣として『加沢記』など真田家の記録に登場する。
他に上野国吾妻郡の海野一族である羽尾幸光（岩櫃城主・吾妻郡代）・輝幸（沼田城代）兄弟が、海野棟綱の死後に海野氏を継承したと称して海野姓を名乗っている。

## 海野城
遺構が残っていないが、太平寺城跡(海野館)(長野県東御市本海野)とされる。